# Li Sien (velký sekretář)
Li Sien (čínsky pchin-jinem Lǐ Xián, znaky zjednodušené 李贤, tradiční 李賢 ; 1408 – 22. ledna 1467), byl politik čínské říše Ming. Císař Jing-cung na jaře 1457 jmenoval velkým sekretářem, po krátké přestávce se v létě 1457 do velkého sekretariátu vrátil a až do své smrti zastával pozici prvního velkého sekretáře, přičemž poslední dva roky sloužil Jing-cungovu synovi, císaři Čcheng-chuovi.

## Jména
Li Sien používal zdvořilostní jméno Jüan-te (čínsky pchin-jinem Yuándé, znaky 原德). Za své zásluhy obdržel posmrtné jméno Wen-ta (čínsky pchin-jinem Wéndá, znaky zjednodušené 文达, tradiční 文達).

## Život
Li Sien se narodil roku 1408, pocházel z Teng-čou (dnes městský okres v městské prefektuře Nan-jang v provincii Che-nan). Vynikl v úřednických zkouškách, v provinčních zkouškách byl první, palácové zkoušky absolvoval a hodnost ťin-š’ získal roku 1433. Postupoval v úředních funkcích, počátkem 50. let podporoval Jü Čchiena, když sloužil jako zástupce ministra vojenství, poté byl přeložen do stejné funkce na ministerstvo daní a roku 1454 na ministerstvo státní správy.
Poté, co se císař Jing-cung počátkem roku 1457 podruhé chopil moci, jmenoval nové velké sekretáře, Li Siena mezi nimi. Už 28. června 1457 se ale Li Sien a jeho kolega Sü Jou-čen stali obětí pomluv ze strany generálů Š’ Chenga a Cchao Ťi-sianga a byli uvězněni. Li Sien se dokázal ospravedlnit a 29. července se vrátil do úřadu.
Od roku 1457 byl Li Sien jako první velký sekretář nejvlivnějším mužem v mingské vládě. Postupně obsadil významné posty v administrativě svými kandidáty, vesměs schopnými a respektovanými muži. Jeho moc nebyla pociťována jako nepřiměřená, neboť při rozhodování vždy preferoval diskuzi a především personální otázky konzultoval s ministry státní správy (v případech úředníků) a ministry vojenství (u důstojníků).
Své postavení si udržel i po smrti Jing-cunga v únoru 1464. Důvěra nového císaře Čcheng-chuy v Li Siena se patrně zakládala i na Li Sienově podpoře Čcheng-chuy jako následníka trůnu. Vztahy mezi Jing-cungem a Čcheng-chuou měly totiž daleko do dobrých, otec pochyboval o synově způsobilosti k vládnutí, protože jako dítě Čcheng Chua reagoval pomalu a koktal. A až velcí sekretáři v čele s Li Sienem ho přesvědčili o správnosti zachování nástupnictví nejstaršího syna.
Li Sien zůstal v čele sekretariátu a neformálně i celé mingské vlády do své smrti. Zemřel 22. ledna 1467, za své zásluhy obdržel posmrtné jméno Wen-ta (文达).